# Protichneumon
Genre
Protichneumon est un genre d'insectes hyménoptères de la famille des Ichneumonidae, de la sous-famille des Ichneumoninae.
Comme d'autres Ichneumoninae, ce sont des parasitoïdes d’insectes, particulièrement de chenilles de Sphingidae.

## Liste d'espèces
Selon BioLib (13 juillet 2019) :
- Protichneumon fusorius (Linnaeus, 1758)
- Protichneumon jesperi (Holmgren, 1886)
- Protichneumon pisorius (Linnaeus, 1758)
- Protichneumon similatorius (Fabricius, 1798)